# 키를리언 사진

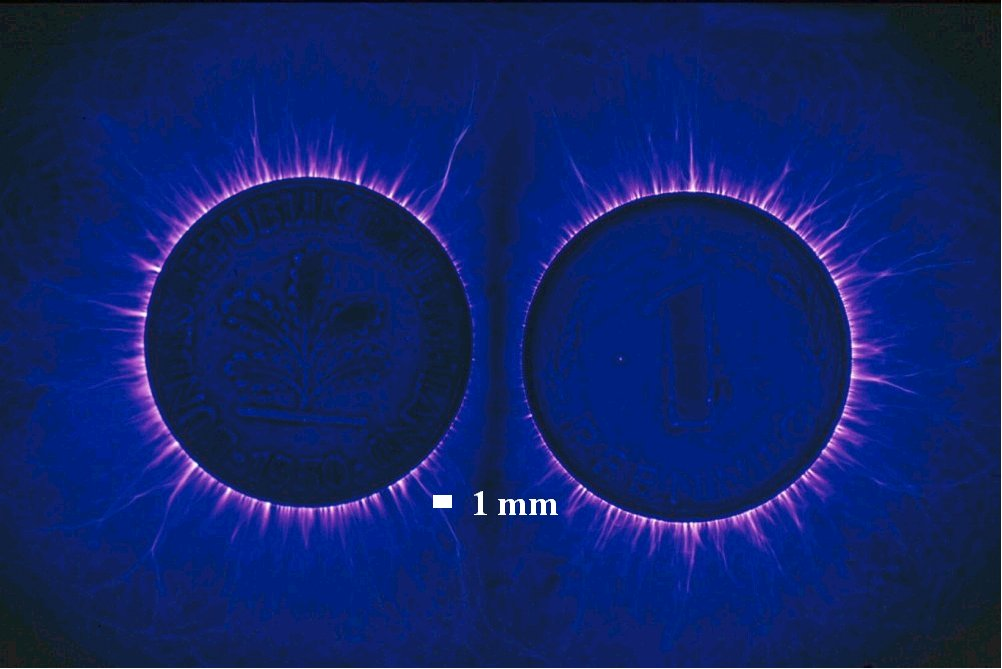

키를리언 사진 또는 키를리언 사진술(Kirlian photography)은 전기 코로나 방전 현상을 포착하는 데 사용되는 사진 기술 모음이다. 이 이름은 1939년에 사진 판 위의 물체가 고전압 소스에 연결되면 사진 판에 이미지가 생성된다는 것을 우연히 발견한 세면 키를리언(Semyon Kirlian)의 이름을 따서 명명되었다. 이 기술은 "전자학", "전자사진", "코로나 방전 사진"(corona discharge photography, CDP), "생물전자학", "가스 방전 시각화(gas discharge visualization, GDV)", "전자광학 이미징(electrophotonic imaging, EPI)" 등으로 다양하게 알려져 있으며, 러시아 문헌에서는 "Kirlianography"으로 표기되어 있다.
키를리언 사진은 과학 연구, 초심리학 연구, 예술의 주제였다. 키를리언 사진에 대한 초자연적 주장이 제기되었지만 이러한 주장은 과학계에서 거부되었다. 대체 의학 연구에 광범위하게 사용되었다.

## 같이 보기
- 아우라 (에너지)
- 체렌코프 효과
- 자분 탐상 검사
- 염사